# Zak Penn
Zak Penn (New York, 23 marzo 1968) è uno sceneggiatore e regista statunitense.

## Biografia
Si è laureato alla Wesleyan University nel 1990. La sua prima sceneggiatura, scritta in coppia con Adam Leff, per il film Last Action Hero - L'ultimo grande eroe è stata candidata ai Razzie Awards del 1993 per la peggior storia. Negli anni seguenti ha collaborato alla stesura di script per Behind Enemy Lines - Dietro le linee nemiche, X-Men 2, Elektra e X-Men - Conflitto finale.
Nel 2004 debutta alla regia con Incident at Loch Ness, scritto in coppia con il regista e sceneggiatore tedesco Werner Herzog; per il suo secondo lungometraggio, The Grand, torna a collaborare con Herzog, questa volta solo come interprete al fianco di Woody Harrelson.
Nel 2011 è co-creatore e produttore esecutivo della serie televisiva fantascientifica Alphas, per il network via cavo Syfy.

## Filmografia

### Cinema

#### Sceneggiatore
- Last Action Hero - L'ultimo grande eroe (Last Action Hero), regia di John McTiernan (1993) - soggetto
- PCU, regia di Hart Bochner (1994)
- Men in Black, regia di Barry Sonnenfeld (1997) - non accreditato
- Small Soldiers, regia di Joe Dante (1998) - revisione, non accreditato
- Z la formica (Antz), regia di Eric Darnell e Tim Johnson (1998) - consulente al soggetto
- Inspector Gadget, regia di David Kellogg (1999)
- La famiglia del professore matto (Nutty Professor II: The Klumps), regia di Peter Segal (2000)
- Charlie's Angels, regia di McG (2000) - revisione, non accreditato
- Behind Enemy Lines - Dietro le linee nemiche (Behind Enemy Lines), regia di John Moore (2001)
- X-Men 2 (X2), regia di Bryan Singer (2003) - soggetto
- Incident at Loch Ness, regia di Zak Penn (2004)
- Suspect Zero, regia di E. Elias Merhige (2004)
- The Forgotten, regia di Joseph Ruben (2004) - revisione, non accreditato
- Elektra, regia di Rob S. Bowman (2005)
- X-Men - Conflitto finale (X-Men: The Last Stand), regia di Brett Ratner (2006)
- The Grand, regia di Zak Penn (2007)
- L'incredibile Hulk (The Incredible Hulk), regia di Louis Leterrier (2008)
- The Avengers, regia di Joss Whedon (2012) – soggetto
- Avengers Assemble in the Playroom (2012) – cortometraggio, soggetto, non accreditato
- Ready Player One, regia di Steven Spielberg (2018)
- Jack Slater V, regia di Chris R. Notarile (2020) – cortometraggio, personaggi
- Free Guy - Eroe per gioco (Free Guy), regia di Shawn Levy (2021)

#### Regista
- Incident at Loch Ness (2004)
- The Grand (2007)
- Atari: Game Over (2014) - documentario

#### Produttore
- Osmosis Jones, regia di Peter e Bobby Farrelly (2001)
- Incident at Loch Ness, regia di Zak Penn (2004)
- The Grand, regia di Zak Penn (2007)

#### Attore
- PCU, regia di Hart Bochner (1994)
- Star Maps, regia di Miguel Arteta (1997)
- Chuck & Buck, regia di Miguel Arteta (2000)
- Osmosis Jones, regia di Peter e Bobby Farrelly (2001)

### Televisione

#### Sceneggiatore
- Alphas (2011-2012) – serie TV, anche creatore

#### Produttore
- Ozzy & Drix (2003-2004) – serie animata, esecutivo
- Alphas (2011) – serie TV, esecutivo

#### Attore
- Dakota – miniserie TV (2012)

### Videogiochi

#### Sceneggiatore
- I Fantastici 4 (2005)
- X-Men: Il gioco ufficiale (2006)
- LEGO Marvel's Avengers (2016) - soggetto, non accreditato